# James Pankow
James Carter Pankow (San Luis, Misuri, 20 de agosto de 1947) es un trombonista, compositor y arreglista estadounidense de jazz rock y soft rock, conocido sobre todo por ser miembro de la banda Chicago.

## Trayectoria
Se trasladó con su familia, con ocho años, a Park Ridge, Illinois donde comenzó a recibir clases de trombón. Estudió música en el Quincy College, tras lo que formó una banda de ámbito local, antes de matricularse en la DePaul University. Allí conoce al saxofonista Walter Parazaider, quien le invita a incorporarse a su banda, "The Big Thing", con la que participa en una jam session en la universidad, a la que también asiste el trompetista Lee Loughnane (14 de febrero de 1967). Esta actuación será el embrión de la banda de jazz rock Chicago, de la que se convirtió en uno de sus pilares musicales y con la que permanece hasta la actualidad.
En este tiempo, simultáneamente con su trabajo en Chicago, ha colaborado con otras bandas. Junto con Loughnane y Parazaider participaron como invitados especiales en el hit de Three Dog Night, "Celebrate", que alcanzó el #15 del Billboard Hot 100 en 1969. Pankow aparece igualmente en varios álbumes de la banda Toto, con los que obtuvo en 1982 un premio Grammy. Pankow, también formando sección de viento junto a Loughnane y Parazaider, aparecen en el disco de los Bee Gees "Spirits Having Flown" (1979), y en la banda sonora de la película "Electra Glide in Blue",  de James William Guercio. Ha trabajado igualmente con Barry Manilow, Status Quo, Terry Kath, USA for Africa, Don Felder, Joe Vitale, Madura, Gerard McMann y otros.
Es también miembro de la Phi Mu Alpha Sinfonia, y fue galardonado con la "National Citation" en reconocimiento de su trabajo el 26 de agosto de 2009.